# Dhani Harrison
Pour les articles homonymes, voir Harrison.
Dhani Harrison, né le 1er août 1978 à Windsor, est un musicien britannique, fils de George Harrison, le plus jeune membre des Beatles, et d'Olivia Harrison. Il fait ses débuts de musicien professionnel en travaillant sur le dernier album de son père, Brainwashed, après la mort de celui-ci en novembre 2001.
En 2006, Dhani fonde avec Oliver Hecks son propre groupe, thenewno2, où il chante et joue de la guitare. 

## Biographie

### Enfance
Sa mère est Olivia Trinidad Arias. George a lui-même expliqué que le nom de Dhani (d'habitude prononcé en anglais comme "Danny") a pour origine ses études de la musique indienne. Il vient de la gamme des notes indiennes sa-ri-ga-ma-pa-DHA-NI-sa.
Il grandit avec ses parents à Henley-on-Thames, à Friar Park, le domaine où George Harrison vit depuis 1970. Un de ses premiers souvenirs est une leçon de tambour donnée à six ans par Ringo Starr, ami de son père et membre des Beatles. Avant cette leçon Dhani était un batteur acharné, mais lorsque Ringo a commencé à jouer, le bruit l'a tant effrayé qu'il n'a plus jamais utilisé son matériel de batterie. 
Comme son père, Dhani Harrison a montré beaucoup d'intérêt pour la Formule 1 et a accompagné George sur plusieurs Grands prix à travers le monde.

### Carrière musicale
Après la mort de son père, le 29 novembre 2001, Dhani Harrison achève, avec la collaboration de Jeff Lynne, Brainwashed, le dernier album de George, qui est publié en 2002. 
Au premier anniversaire de la mort de George, il participe au Concert for George. Ce concert hommage, organisé par Eric Clapton, a mis en vedette certains des amis et collaborateurs de George, dont Clapton, Billy Preston, Anoushka Shankar, (fille de Ravi Shankar), Jeff Lynne, Tom Petty, Ringo Starr, Jim Keltner, et Paul McCartney que Dhani Harrison accompagne à la guitare acoustique durant la plus grande partie du concert. Avant le final, McCartney a lancé à l'auditoire que « Olivia a dit qu'avec Dhani sur scène, on aurait dit que George était resté jeune et que nous avions tous vieilli », en effet Dhani ressemble beaucoup à son père.
En mars 2006, Dhani Harrison enregistre un duo avec Liam Lynch (en) qui apparaît sur le prochain album de celui-ci. Il collabore avec Jakob Dylan sur la chanson de John Lennon Gimme Some Truth pour l'album hommage à Lennon Instant Karma: The Amnesty International Campaign to Save Darfur, publié le 12 juin 2007.
Dhani est également crédité sur deux morceaux inédits des Traveling Wilburys, sous le pseudonyme d'Ayrton Wilbury, en hommage à Ayrton Senna.
Le premier album de son groupe Thenewno2, You Are Here, est publié en ligne le 11 août 2008 et vendu dans les magasins le 31 mars 2009. La chanson Yomp est téléchargeable pour le jeu Rock Band, et Crazy Tuesday est l'une des 20 chansons téléchargeables gratuitement à l'achat de Rock Band 2.
En 2010, Dhani participe avec Ben Harper et Joseph Arthur à Fistful of Mercy, un nouveau projet musical, qui sort sous la forme d'un album aux sonorités Rock et Folk.
Dhani Harisson sort son premier album solo In Parallel le 6 octobre 2017.

## Filmographie
- 2019 : Star Wars, épisode IX : L'Ascension de Skywalker (Star Wars: Episode IX – The Rise of Skywalker) de J. J. Abrams : le Stormtrooper FN-0878 (caméo)
- 2020 : Cut Throat City de RZA (compositeur)